# Equazione di Eulero
In matematica, l'equazione di Eulero o equazione di Eulero-Cauchy è un'equazione differenziale ordinaria omogenea a coefficienti variabili della forma:
{\displaystyle x^{n}y^{(n)}(x)+a_{1}x^{n-1}y^{(n-1)}(x)+\ldots +a_{n-1}xy'(x)+a_{n}y(x)=0}
La sostituzione {\displaystyle x=e^{u}} mostra che la ricerca di soluzioni per questo tipo di equazioni differenziali si può ridurre alla risoluzione di un'equazione differenziale lineare a coefficienti costanti. Da questa osservazione segue che le soluzioni delle equazioni omogenee di Eulero si possono scrivere come combinazioni lineari di funzioni della forma:
{\displaystyle x^{\lambda }\log ^{m}x}
ove {\displaystyle \lambda } è un numero complesso e {\displaystyle m} è un intero non negativo.
Nella sua forma più generale (non omogenea):
{\displaystyle \sum _{i=0}^{n}a_{i}x^{i}y^{(i)}(x)=f(x)\qquad a_{n}\neq 0}
è stata studiata da Eulero a partire dal 1740.

## Equazione del secondo ordine
L'equazione di Eulero più comune è quella di secondo grado:
{\displaystyle x^{2}y''+a_{1}xy'+a_{2}y=0}
dove {\displaystyle a_{1}} e {\displaystyle a_{2}} sono numeri reali. Viene utilizzata in svariati contesti, ad esempio nello studio dell'equazione di Laplace.
Assumendo che l'equazione ammetta una soluzione banale del tipo:
{\displaystyle y=x^{m}}
differenziando si ha:
{\displaystyle {\frac {dy}{dx}}=mx^{m-1}\qquad {\frac {d^{2}y}{dx^{2}}}=m(m-1)x^{m-2}}
Sostituendo nell'equazione di partenza:
{\displaystyle x^{2}(m(m-1)x^{m-2})+a_{1}x(mx^{m-1})+a_{2}(x^{m})=0}
e riordinando i termini:
{\displaystyle m^{2}+(a_{1}-1)m+a_{2}=0}
Si può ora risolvere in funzione di {\displaystyle m}, ottenendo tre casi di particolare interesse:
- Caso 1: si hanno due radici distinte {\displaystyle m_{1}} e {\displaystyle m_{2}}.
- Caso 2: si ha una radice reale {\displaystyle m} multipla.
- Caso 3: si hanno due radici complesse {\displaystyle m_{1,2}=\alpha \pm i\beta }

Nel primo caso la soluzione è:
{\displaystyle y=c_{1}x^{m_{1}}+c_{2}x^{m_{2}}}
Nel secondo è:
{\displaystyle y=c_{1}x^{m}\ln(x)+c_{2}x^{m}}
Per ottenere questa soluzione si deve applicare il metodo di riduzione dell'ordine dopo aver trovato una soluzione {\displaystyle y=x^{m}}.
Nel terzo caso la soluzione è:
{\displaystyle y=c_{1}x^{\alpha }\cos(\beta \ln(x))+c_{2}x^{\alpha }\sin(\beta \ln(x))}
con:
{\displaystyle \alpha =\mathop {\rm {Re}} (m)\qquad \beta =\mathop {\rm {Im}} (m)}
Per {\displaystyle c_{1}\,} e {\displaystyle c_{2}\,} nel piano reale. Questa forma si ottiene ponendo {\displaystyle x=e^{t}} ed utilizzando la formula di Eulero.